# In the Moon's Ray
In the Moon's Ray è un cortometraggio muto del 1914 diretto da E.H. Calvert (non confermato) che compare anche tra gli interpreti.

## Produzione
Il film fu prodotto dalla Essanay Film Manufacturing Company.

## Distribuzione
Distribuito dalla General Film Company, il film - un cortometraggio di due bobine - uscì nelle sale cinematografiche statunitensi il 10 aprile 1914.